# 南極座θ
南極座θ，又名CP-77 1596，HD 224889、SAO 258207、HR 9084，是南極座的一颗恒星，视星等为4.78，位于銀經306.53，銀緯-39.71，其B1900.0坐标为赤經23h 56m 27.5s，赤緯-77° -39.71′ 4″。